# Il piacere è tutto mio
Il piacere è tutto mio (Good Luck To You, Leo Grande) è un film del 2022 diretto da Sophie Hyde.

## Trama
In una stanza d'albergo, Nancy Stokes accoglie un giovane gigolò di nome Leo Grande. Nancy, ansiosa, spiega che non ha mai avuto un orgasmo e ha giurato di non simularne mai più uno dopo la morte di suo marito, avvenuta due anni prima. È insicura riguardo al suo corpo e alla sua età, ed è imbarazzata per aver assunto Leo, e lui cerca di metterla a suo agio.
Leo non esprime vergogna per il suo lavoro, ma rivela che sua madre crede che sia un lavoratore su una piattaforma petrolifera. Nancy afferma di essere delusa dai suoi figli adulti, aggiungendo di essere un'insegnante di religione in pensione. Suo marito era il suo unico partner sessuale, ma lui trovava il sesso orale umiliante, e per trentuno anni insieme non si sono mai discostati dall'insoddisfacente sesso a missionario.
Nancy racconta la sua esperienza più sensuale: da adolescente in vacanza con la famiglia in Grecia, un impiegato dell'albergo si interessa a lei; solo in giardino, iniziò a baciarla e toccarla prima di essere interrotto, e lei se ne andò il giorno seguente. Vedendo Nancy eccitata e rilassata dalla sua stessa storia, Leo la bacia e la tocca.
Una settimana dopo, Nancy incontra Leo nella stessa stanza d'albergo per una seconda seduta. Sebbene non abbia ancora raggiunto l'orgasmo, ha preparato una lista di attività sessuali da sperimentare per la prima volta, a cominciare dalla fellatio. Rimane ansiosa, il tutto aggravato dalle persistenti telefonate della figlia, ma Leo la rilassa ballando e facendole un massaggio. Temendo di aver sacrificato la sua giovinezza e le potenziali avventure per la sua famiglia, è sopraffatta dopo aver toccato Leo senza camicia, che la incoraggia ad abbracciare il proprio corpo.
Leo rivela di avere un fratello minore nell'esercito, dal quale si è allontanato, e suggerisce a Nancy di prenotare più sessioni, ma lei lo accusa di cercare di fare più soldi. Le racconta delle altre sue clienti, spiegando che lui ottiene più piacere dal vedere il loro piacere. Nancy vede Leo eccitarsi mentre descrive il suo lavoro, che a sua volta la eccita, e lei finalmente gli fa una fellatio.
Nancy prenota Leo per una terza seduta nella stessa stanza. Le fa sesso orale, il secondo elemento della sua lista, che le piace ma non la porta all'orgasmo. Lei ammette di aver fatto cyberstalking e di aver scoperto il vero nome di Leo, ovvero Connor. Sconvolto, Leo le dice di non prenotarlo più, minacciando di esporla come cliente. Nancy gli chiede se possono essere amici e lo incoraggia a parlare alla sua famiglia del suo lavoro, offrendosi anche di parlare con sua madre. Leo rivela che sua madre dice alla gente che suo figlio è morto e poi se ne va. Torna per recuperare il telefono e, prima di andarsene, ammette con rabbia che sua madre lo ha rinnegato quando aveva quindici anni.
Nancy prenota Leo per una quarta sessione, organizzando un incontro nel bar dell'hotel dove la loro cameriera, Becky, risulta essere una sua ex studentessa. Nancy ringrazia Leo per averla aiutata a trovare il suo risveglio sessuale e fiducia in se stessa e aggiunge che ha discretamente consigliato i suoi servizi a diverse amiche. Poi rivela che il suo vero nome è Susan Robinson e che Leo è l'unica vera avventura che abbia mai avuto. Becky interrompe la conversazione con una storia su Nancy che aveva ripreso lei e le sue amiche per aver indossate delle gonne corte, definendole "troie".
Leo ha rivelato il suo lavoro a suo fratello, riallacciando i rapporti con lui, e spiega che sua madre lo ha rinnegato dopo aver sorpreso lui e diversi amici a fare sesso di gruppo; lei non riconosce più la sua esistenza, anche passandogli accanto per strada. Nancy si scusa con Becky per il suo passato comportamento critico, confessando la sua vera relazione con Leo e raccomandando i suoi servizi.
Nancy e Leo si godono un'ultima sessione nella loro stanza, impegnandosi con passione in tutti gli atti rimanenti sulla lista di Nancy, ma lei deve ancora raggiungere l'orgasmo. Mentre Leo cerca un sex toy, Nancy lo guarda andare in giro nudo e si masturba, dandosi il suo primo orgasmo. Ringrazia Leo, dicendogli che questa sarà la loro ultima sessione, poiché non ha più bisogno di lui. Da sola, nuda davanti allo specchio, finalmente Nancy apprezza il proprio corpo e si sente bene con se stessa.

## Produzione

### Sviluppo
Nell'ottobre 2020 è stato annunciato che Emma Thompson avrebbe preso parte a un film diretto da Sophie Hyde e sceneggiato da Katy Brand; quattro mesi più tardi è stata ufficializzata la partecipazione alla pellicola di Daryl McCormack nel ruolo del protagonista maschile.

### Riprese
Le riprese principali sono state realizzata tra l'8 marzo e il 20 aprile 2021 a Londra e Norwich.

## Promozione
Il primo trailer del film è stato distribuito il 21 aprile 2022.

## Distribuzione
Il film ha avuto la sua prima il 22 gennaio 2022 in occasione del Sundance Film Festival. La distribuzione del film nelle sale statunitensi e britanniche è avvenuta il 17 giugno 2022, mentre in quelle italiane dal 10 novembre 2022.

## Accoglienza
Il piacere è tutto mio è stato accolto positivamente dalla critica. L'aggregatore di recensioni Rotten Tomatoes riporta il 97% di recensioni positive basate su 61 critiche, con un punteggio medio di 8 su 10.

## Riconoscimenti
- 2023 – Golden Globe
  - Candidatura alla migliore attrice in un film commedia o musicale per Emma Thompson
- 2023 – BAFTA
  - Candidatura al miglior film britannico
  - Candidatura al miglior attore protagonista a Daryl McCormack
  - Candidatura alla migliore attrice protagonista a Emma Thompson
  - Candidatura al miglior esordio britannico da regista, sceneggiatore o produttore a Katy Brand